# Савицкая, Анна
А́нна Сави́цкая (укр. Анна Савицька; род. 11 ноября 1980 года, во Львове) — украинская скрипачка.
Окончила Львовскую государственную музыкальную академию по классу Владимира Заранского (2004). С 2005 года училась в аспирантуре Венской музыкальной академии у Доры Шварцберг. Занималась также в мастер-классах Захара Брона, Игоря Безродного, Игора Озима, Иври Гитлиса и др. С 1990 года участвует в международных конкурсах, в 2001 году выиграла Международный конкурс скрипачей имени Вацлава Хумла в Загребе, в 2003 году — Международный конкурс имени Пабло Сарасате в Памплоне, получив в качестве приза от Владимира Спивакова скрипку Гальяно.
С 2003 г. гастролирует по Украине и различным европейским странам. Принимала участие в Первом международном фестивале дирижёрского искусства в честь 100-летия Николая Колессы (Львов, 2003), исполнив Третий концерт Камиля Сен-Санса и продемонстрировав, по мнению критика, «широту музыкального дыхания, мощь и размах смычка, отсутствие нередкой у скрипачей-мужчин сентиментально-романтичной окраски этого виртуозного шедевра», а также в фестивалях «Два дня и две ночи новой музыки» (Одесса, 2011), «Виртуозы» (Львов, 2011) и др.
С 2008 года живёт и работает в Швейцарии, преподаёт в Цюрихе и в музыкальной школе кантона Тургау.